# Phallocottus obtusus
Phallocottus obtusus är en fiskart som beskrevs av Schultz, 1938. Phallocottus obtusus ingår i släktet Phallocottus och familjen simpor. Inga underarter finns listade i Catalogue of Life.